# Robotomy
Robotomy es una serie de televisión animada de origen estadounidense creada por Michael Buckley y Joe Deasy para Cartoon Network. La serie se desarrolló del 24 de octubre de 2010 al 24 de enero de 2011. La serie gira en torno a Thrasher (Patton Oswalt) y Blastus (John Gemberling), dos robots pubertos o adolescentes marginados que ingresan a la escuela secundaria en su planeta natal Insanus. Fue producida por Cartoon Network Studios y World Leaders Entertainment (conocida por ser la productora de The Venture Bros.), y coproducida y dirigida por Christy Karacas, creadora de algunos shows con humor adulto como Superjail! y Ballmastrz: 9009. La serie fue el resultado de numerosos lanzamientos fallidos a la cadena por parte de los creadores y actualmente casi nadie la recuerda (ni siquiera fue estrenada en HBO Max por obvios motivos).

## Sinopsis
Thrasher y Blastus son dos robots pubertos o adolescentes que viven en el planeta Insanus. Su planeta está habitado por robots asesinos que buscan matarse entre sí sin motivo aparente. Ligeramente menos horribles que sus compañeros, el dúo busca terminar la escuela secundaria y navegar sus vidas con resultados mixtos. Thrasher (Patton Oswalt), un robot alto y larguirucho, desea ganarse el afecto de una atractiva robot llamada Maimy (Jessie Cantrell). Mientras tanto, Blastus (John Gemberling), un robot bajo y corpulento, sólo quiere ser popular. Al igual que Blastus, a diferencia de la mayoría de los robots de Insanus, es mayoritariamente sensible y no criminal, para gran desaprobación de su madre. Sin embargo, en su búsqueda por ser genial, es increíblemente impulsivo y demasiado confiado en sus habilidades. Thrasher, aunque tranquilo y reservado, a menudo es víctima de los planes mal pensados de Blastus.
Otros personajes incluyen varios compañeros de escuela y miembros del personal. Weenus (Michael Sinterniklaas) es un robot psicópata y nerd que está incluso más abajo en la pirámide social que los protagonistas. Dreadnot (Dana Snyder) es un profesor de Harry S. Apocalypse que disfruta torturando e invocando dolor en sus alumnos. Su director, Thunderbite (también con la voz de Snyder), es un robot de gran tamaño con forma de calavera que, cuando no causa dolor, actúa de forma dulce y maternal con los estudiantes. Megawatt (también con la voz de Sinterniklaas) es un niño rico mimado que resulta atractivo para las robots femeninas, a la mayoría de las cuales hace explotar; Para desdén de Thrasher, está saliendo con Maimy. Tacklebot (Roger Craig Smith, quien es mejor conocido por también actuar en la franquicia japonesa de Resident Evil), amigo de Megawatt y deportista musculoso, actúa de forma violenta y hostil hacia los protagonistas.

## Producción

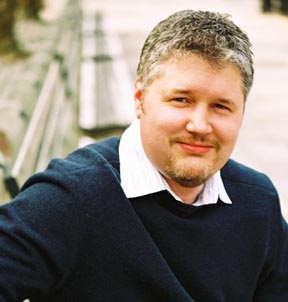
Buckley (en la foto) colaboró con Deasy para presentar conceptos a la cadena a partir de 2007.

La serie fue creada por Michael Buckley y Joe Deasy y producida por World Leaders Entertainment en Nueva York. Fue creado originalmente con el título provisional Horrorbots. La cadena había contactado con Buckley para crear una serie tres años antes de la emisión de Robotomy. Pidió la ayuda de Deasy y juntos propusieron cinco ideas, que fueron rechazadas todas. Seis meses después, una segunda oleada de ideas resultó igualmente infructuosa. Al llegar a su tercer juicio, también seis meses después, los dos señalaron que los rechazos se debían a que pensaban dentro de la mentalidad de la red en lugar de la suya propia. Frustrados con el proyecto, presentaron una premisa aproximada de Robotomy, que fue aceptada, para su sorpresa. Buckley describió la trama como cuando "Superbad se encuentra con los Transformers y la WWE".
Según el equipo, el estilo de animación requería un conjunto distinto de habilidades, en comparación con otra producción de World Leaders, The Venture Bros. Si bien esa serie fue animada por el mismo equipo que hizo Batman: The Animated Series, Robotomy fue realizada por el equipo de producción de Chowder. En una entrevista, se dijo que el estilo del primer equipo sigue "la perspectiva, la anatomía y la física del mundo real en la animación", mientras que el segundo equipo se centró en "el humor del movimiento y la sincronización, el squash y el estiramiento," entre otros principios. El estilo artístico único de la coproductora ejecutiva Christy Karacas también les resultó laborioso porque proporcionaba "líneas muy limpias y pulidas" sobre dibujos más orgánicos. Karacas afirmó que la apariencia se prestaba a la ciencia ficción, la robótica en general y Punk rock. Para su universo ficticio, el planeta Insanus (originalmente llamado Killglobe), el equipo de producción lo pensó en un caos sin fin. Esto dio paso a que las armas cubrieran el suelo, a un estado constante de oscuridad, violencia y a la cicatrización de la tierra. Karacas disfrutó especialmente diseñando y diversificando los robots en cuanto a su tamaño y forma.
Karacas ha descrito el color del programa como una parte importante de las imágenes; Las inspiraciones incluyeron a Paul Klee y Katsuhiro Otomo, así como el concepto de fluorescencia. El equipo quería crear "una apariencia audaz y fresca" que reflejara el universo, por lo que eligieron una paleta minimalista para atraer la atención hacia las líneas. Además, evitaron el uso de colores primarios vivos y en su lugar eligieron colores más secundarios. Sin embargo, optaron por acentuar las escenas con "colores pop" que imitan el brillo de las luces de neón y, por último, agregaron reflejos verticales a los pisos y texturas grunge a los fondos.

## Transmisión y recepción
Robotomy se estrenó el 25 de octubre de 2010 en Cartoon Network, luego de un nuevo episodio de Mad. Un miembro del equipo de World Leaders estableció que la cadena estaba haciendo más para combinar su marca Adult Swim con su principal grupo demográfico infantil y juvenil. En última instancia, la serie estaba dirigida a un grupo demográfico de mayor edad que otras series de la cadena, aunque aún tenía que ser apropiada para el "amplio rango de edad". La transmisión debut fue vista por 1,7 millones de espectadores en los Estados Unidos, adquiriendo una calificación de Nielsen de 0,2 para adultos de 18 a 49 años. La temporada recibió una media de 1,5 millones de espectadores, también con una calificación de Nielsen de 0,2. Después de diez episodios, la serie se canceló el 24 de enero de 2011, lo que la convierte en la serie más corta de cualquier serie original de la cadena.
Renn Brown, de Cinematic Happenings Under Development, señaló que Oswalt, un actor de alto perfil, es contradictorio con la corta duración del programa. Will Wade, de Common Sense Media, le dio a la serie una crítica tibia, considerándola adecuada para adolescentes mayores y calificándola de atractiva para aquellos que lucharon por ganar popularidad en la escuela secundaria. Wade calificó las historias como "bastante débiles" y su enfoque en "las imágenes que venden la metáfora de la escuela como un campo de batalla". Aaron Simpson de Lineboil calificó las historias de "irreverentes" y el caos similar a Superjail!, "menos los cuerpos desmembrados". La serie finalmente se agregó a Netflix en 2013 después de que el servicio anunciara un acuerdo con Warner Bros. para incluir programación de series de Cartoon Network, entre otros programas.

## En otros medios
Blastus hace un cameo en el episodio "Crossover Nexus" de OK K.O.! Let's Be Heroes.